# El puente (pel·lícula)
El puente és una pel·lícula espanyola de 1977 dirigida per Juan Antonio Bardem sobre un relat de Daniel Sueiro. La pel·lícula va obtenir el Premi Daurat del 10è Festival Internacional de Cinema de Moscou. També fou guardonada amb el Premi Sant Jordi a la millor pel·lícula espanyola.

## Sinopsi
Juan (Alfredo Landa) és un mecànic de cotxes que treballa en un taller de Madrid. Al costat de la seva núvia havia planejat un estupend pont festiu que es malmet quan la seva noia li deixa plantat. Després d'una trobada casual amb dues turistes estrangeres decideix anar-se amb la seva moto a Torremolinos. Al llarg del viatge, no obstant això, anirà vivint una sèrie d'aventures que ens mostraran els canvis socials de la transició espanyola.

## Repartiment
- Alfredo Landa - Juan
- Francisco Algora - Venancio
- Mabel Escaño - Pepi
- Victoria Abril - Lolita
- Mara Vila - Dona que passa davant del taller
- Miguel Ángel Aristu - Del taller #1
- Julián Navarro - Del taller #2
- Eduardo Bea - Del taller #3
- José Yepes - Del taller #4
- Antonio Gonzalo - Del taller #5
- Rafael Vaquero - Del taller #6
- Jesús Enguita - Del 600 averiado #1
- Concha Leza - Del 600 averiado #2
- Antonio Orengo - Del 600 averiado #3